# Тувалькино
Тува́лькино (чув. Тӑвальушкӑнь Ялтӑра) — деревня в Вурнарском районе Чувашской Республики. Входит в состав Азимсирминского сельского поселения.

## География
Находится в центральной части Чувашии, на расстоянии приблизительно 19 км на северо-запад по прямой от районного центра поселка Вурнары.

## История
Известна с 1795 года, когда здесь было 23 двора и 92 жителя. В 1858 году было учтено 98 человек, в 1926 — 68 дворов, 288 жителей, в 1939—355 жителей, в 1979—219. В 2002 году было 62 двора, в 2010 — 53 домохозяйства. В 1931 году был образован колхоз «Туваль», в 2010 действовал ОАО «Вурнарский мясокомбинат».

## Население
Постоянное население составляло 162 человека (чуваши 98 %) в 2002 году, 154 в 2010.